# Landskrona Stadshus AB
Landskrona Stadshus AB är ett svenskt förvaltningsbolag som agerar moderbolag för de verksamheter som Landskrona kommun har valt att driva i aktiebolagsform. Bolaget ägs helt av kommunen.

## Bolag
Källa: 
- AB Landskronahem (100%)
- Hilleshögs Företagspark AB (100%)
- Landskrona Energi AB (100%)
- Landskrona Hamn Aktiebolag (50%)
- Landskrona Stadsutveckling AB (92%)
- Landskrona stugby- och campingaktiebolag (100%)
- LSR Landskrona-Svalövs Renhållnings AB (75%)
- Rederiaktiebolaget Ventrafiken (100%)